# Jaral del Progreso (község)
Jaral del Progreso község Mexikó Guanajuato államának déli részén. 2010-ben lakossága kb. 36 600 fő volt, ebből mintegy 20 500-an laktak a községközpontban, Jaral del Progresóban, a többi 16 100 lakos a község területén található 44 kisebb településen élt.

## Fekvése
A község területének legnagyobb része a tenger szintje felett körülbelül 1700–1750 méterrel elterülő síkság, melyből délnyugaton és délkeleten is egy-egy kialudt vulkán kúpja emelkedik a magasba, utóbbi a 2830 méter magas Cerro Culiacán, melynek csúcsa már kívül esik Jaral del Progreso területén. A község egyetlen állandó folyója a Lerma, a többi patak csak időszakos, mivel a csapadék az év során nagyon egyenetlenül hull. A síkság szinte teljes területét (a teljes község 81%-át) a mezőgazdaság hasznosítja, a lakott területek 2,9%-ot tesznek ki és vadon borít 15,2%-ot.

## Népesség
A község lakóinak száma a közelmúltban általában növekedett, bár volt olyan időszak is, amikor csökkent. A változásokat szemlélteti az alábbi táblázat:
| Év   | Lakosság |
| ---- | -------- |
| 1990 | 29 764   |
| 1995 | 31 070   |
| 2000 | 31 803   |
| 2005 | 31 780   |
| 2010 | 36 584   |

## Települései
A községben 2010-ben 45 lakott helyet tartottak nyilván, de nagy részük igen kicsi: 21 településen 10-nél is kevesebben éltek. A jelentősebb helységek:
| Település                          | Lakosság (2010) |
| ---------------------------------- | --------------- |
| Jaral del Progreso (községközpont) | 20 457          |
| Victoria de Cortazar               | 3950            |
| Santiago Capitiro                  | 2618            |
| San José del Cerrito de Camargo    | 1998            |
| Hacienda de la Bolsa               | 1296            |
| Providencia                        | 1173            |
| El Molinito                        | 930             |
| Los Llanitos (El Ranchito)         | 792             |
| Zempoala                           | 746             |
| San José de Ojo Zarco              | 668             |
| El Armadillo                       | 450             |
| El Tecolote                        | 435             |
| Colonia de la Cruz                 | 281             |
| El Colorado                        | 207             |
| Las Islas                          | 175             |
| San Ramón                          | 148             |